# 南京汽车客运站

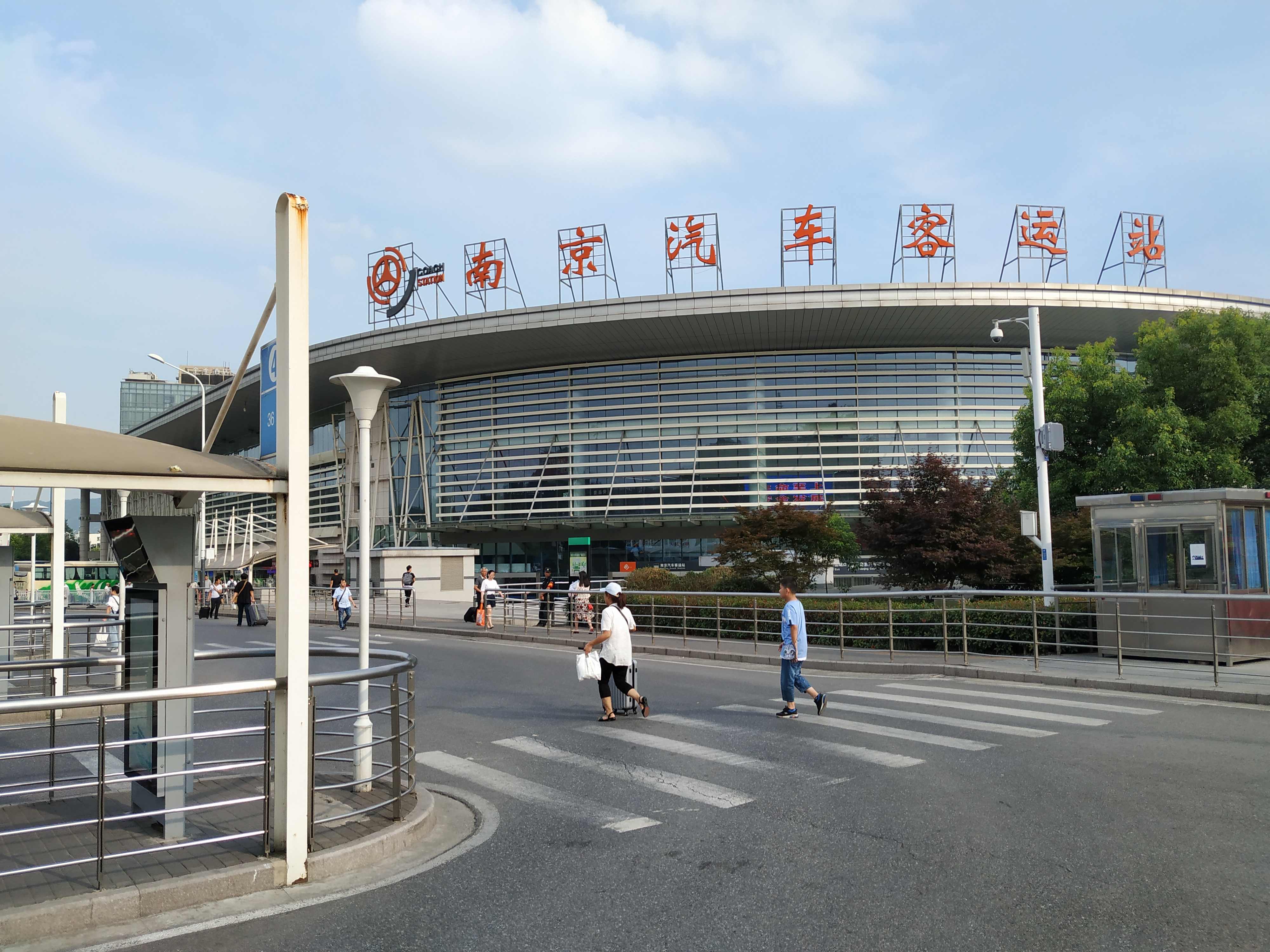
南京汽车客运站（2018年6月16日）

南京汽车客运站（别名小红山客运站）是南京市主要的长途汽车站之一，位于南京市玄武区红山南路，南京火车站旁。
该车站已开通网上购票与退票的服务。车站发车方向有徐州、扬州、泰州等省内各城市（地区）以及省外城市。在台风等极端恶劣天气的影响下，车站可能停运。
南京长途汽车总站停用后，所有服务转至南京汽车客运站。